# City Hunter: Bay City Wars
City Hunter : Bay City Wars (シティーハンター ベイシティウォーズ, Shitī Hantā bei shiti voosu) est un téléfilm d'animation japonais réalisé par Masaharu Okuwaki, diffusé en 1990 dans les cinémas japonais, basé sur le manga City Hunter.

## Synopsis
Ryô Saeba, qui veut faire la cour à une certaine Luna, rencontre son ami Umibôzu (alias Falcon), qui a reçu de Saeko Nogami l'ordre de la capturer. La jeune fille est en fait la fille du dictateur déchu d'un petit pays d'Amérique centrale qui, avec un groupe de soldats et de mercenaires, prend le contrôle du luxueux Bay City Hotel, où se tient une réception à laquelle assistent également Kaori et Miki.
Le plan du père et de la fille est d'exploiter le système informatique innovant de l'hôtel pour pirater les ordinateurs du Pentagone et provoquer un bombardement nucléaire massif contre les États-Unis, coupables d'avoir aidé à leur déposition. Ryô et Umibôzu doivent alors sauver leurs compagnons, mais aussi empêcher les plans des terroristes avant que l'attaque au missile ne soit lancée. Dans tout cela, il y a l'interférence inutile d'agents américains, à la recherche du dictateur ; leurs tentatives de forcer les défenses avec des attaques de soldats réguliers n'aboutissent à rien.
Finalement, Ryô désarme le général qui meurt dans l'explosion des bombes placées dans le bâtiment ; Ryo, Kaori, Umibozu, Miki et Luna survivent de justesse. Après que Saeko a forcé les Américains à payer les dégâts, Umibozu révèle que la policière l'a piégé en jouant sur sa sensualité et en le mettant dans une situation embarrassante : ne pouvant en parler à Miki, le géant chauve accepte de force la mission ; si Saeko avait demandé de l'aide à Ryô, ce dernier aurait exigé d'elle de régler son ardoise ; lui assurant qu'il ne parlerait de rien à Miki par solidarité, Ryô tente peu après de revenir sur sa parole par vengeance, provoquant la réaction d'Umibôzu avec un bazooka.

## Fiche technique
- Musique : Rock My Love de Yōko Oginome

## Distribution notable
- Ryô Saeba : Vincent Ropion